# Dragonana horrida
Dragonana horrida är en insektsart som beskrevs av Delong och Freytag 1964. Dragonana horrida ingår i släktet Dragonana och familjen dvärgstritar. Inga underarter finns listade i Catalogue of Life.